# Tino Casali
Tino Casali (* 14. November 1995 in Villach) ist ein österreichischer Fußballtorwart.

## Sportlicher Werdegang

### Vereinskarriere
Casali begann seine Karriere beim SV Spittal/Drau. Zur Saison 2009/10 kam er in die AKA Kärnten, in der er fortan sämtliche Altersstufen durchlief. Im Juli 2011 kam er zu einem Einsatz für die zweite Mannschaft seines Stammklubs Spittal/Drau in der siebtklassigen 2. Klasse. Im April 2013 debütiert er für die erste Mannschaft in der Landesliga. Dies blieb sein einziger Einsatz für Spittal in der vierthöchsten Spielklasse.
Zur Saison 2013/14 wechselte er in die Akademie des FK Austria Wien. Im Oktober 2013 absolvierte er sein erstes und einziges Spiel für die U-19-Mannschaft der Austria in der UEFA Youth League. Im Februar 2014 stand er gegen den SK Rapid Wien erstmals im Kader der Profis der Austria, ohne zuvor auch nur für die Amateure gespielt zu haben. Im März 2014 debütierte er schließlich gegen die Amateure der SV Mattersburg für die Amateure der Austria in der Regionalliga. Bis Saisonende kam er zu elf Regionalligaeinsätzen. Zur Saison 2014/15 rückte er fest in den Kader der Profis der Austria. In jener Spielzeit kam er zu elf Einsätzen für die Amateure, bei den Profis kam er nicht zum Zug.
Zur Saison 2015/16 wechselte er auf Kooperationsbasis zum Zweitligisten Floridsdorfer AC. Sein Debüt in der zweiten Liga gab er im Juli 2015, als er am ersten Spieltag jener Saison gegen den LASK in der Startelf stand. Nach acht Zweitligaspielen für den FAC kehrte er im Oktober 2015 vorzeitig zur Austria zurück, nachdem sich Robert Almer verletzt hatte. Zu einem Einsatz für die Profis kam er allerdings dennoch nicht und so kamen zu seinen acht Zweitligapartien bis Saisonende nur ein Einsatz für die Amateure in der Regionalliga hinzu. Auch in der Saison 2016/17 kam er nur zu sechs Regionalligaeinsätzen.
Nach der Saison 2016/17 verließ er die Austria ohne Einsatz für die Profis und schloss sich dem Ligakonkurrenten SV Mattersburg an. In der Saison 2017/18 kam er zu keinem Einsatz für die Profis der Burgenländer und absolvierte lediglich ein Spiel für die Amateure in der Burgenlandliga, mit denen er zu Saisonende in die Regionalliga aufstieg. Im April 2019 debütierte er schließlich in der Bundesliga, als er am 25. Spieltag der Saison 2018/19 gegen den SK Rapid Wien in der Startelf stand. In der Saison 2018/19 kam Casali zu fünf Bundesligaeinsätzen. In der Saison 2019/20 absolvierte er vier Spiele in der höchsten Spielklasse, zudem kam er zu einem weiteren Einsatz für die Amateure in der Regionalliga.
Nach drei Saisonen im Burgenland wechselte er nach seinem Vertragsende bei Mattersburg zur Saison 2020/21 zum Ligakonkurrenten SCR Altach. In Altach war er die meiste Zeit über gesetzt und kam zu 58 Bundesligaeinsätzen. Nach der Saison 2022/23 verließ er die Vorarlberger. Im Anschluss daran wechselte er zur Saison 2023/24 nach Deutschland zum Zweitligisten Eintracht Braunschweig, wo er hinter Ron-Thorben Hoffmann die Position als zweiter Torhüter einnahm. Am 18. Februar 2024 hütete er bei der 0:1-Auswärtsniederlage beim Tabellenführer FC St. Pauli als Vertreter des erkrankten Hoffmanns erstmals das Tor, machte aber in der Folge dem wiedergenesenen Stammtorhüter Platz. Nach dem Abschied Hoffmanns im Sommer gen FC Schalke 04 verpflichtete der Klub Anfang Juli auf Leihbasis mit Lennart Grill einen neuen Konkurrenten um die vakante Nummer 1. Zwei Wochen später zog sich Casali im Training eine schwere Knieverletzung mit Rupturen am Kreuz- sowie am Außenband. Der in der Folge vom niedersächsischen Verein nachverpflichtete Marko Johansson verdrängte im Lauf der Vorrunde der Spielzeit 2024/25 Grill als Stammtorhüter, während der weiteren verletzungsbedingten Abwesenheit Casalis wurde in der Winterpause Hoffmann auf Leihbasis als Nummer 1 des abstiegsgefährdeten Klubs zurückgeholt. Nach der Saison 2024/25 verließ er Braunschweig.

### Nationalmannschaftslaufbahn
Casali debütierte im September 2012 gegen Frankreich für die österreichische U-18-Auswahl. Bis März 2013 kam er zu drei Einsätzen für diese. Im September 2013 kam er gegen Nordirland erstmals für die U-19-Mannschaft zum Einsatz. Mit dieser nahm er 2014 auch an der EM teil. Während des Turniers war er zweiter Tormann hinter Ivan Lucic und kam zu einem Einsatz. Mit Österreich scheiterte er im Halbfinale an Deutschland. Durch das Erreichen des Halbfinales qualifizierte sich Österreich auch für die U-20-WM im darauffolgenden Jahr.
Im Mai 2015 debütierte Casali gegen Neuseeland für die U-20-Auswahl. Auch für die U-20-WM wurde Casali in den österreichischen Kader berufen. Casali war während des Turniers Stammtorhüter und kam in allen vier Spielen seines Landes zum Einsatz; Österreich schied im Achtelfinale gegen Usbekistan aus.